# Richemont (Moselle)
Richemont település Franciaországban, Moselle megyében. Lakosainak száma 2145 fő (2022. január 1.). Richemont Amnéville, Bousse, Fameck, Gandrange, Guénange, Mondelange és Uckange községekkel határos.

## Népesség
A település népessége az elmúlt években az alábbi módon változott:
| Lakosok száma | 3010 | 1776 | 1769 | 1869 | 1855 | 1951 | 2075 | 2092 | 2090 | 2145 |
|               | 1968 | 1982 | 1990 | 2006 | 2013 | 2015 | 2017 | 2019 | 2020 | 2022 |